# Плем'я (серіал)
Плем'я (англ. The Tribe) — новозеландський постапокаліпсис-фантастика молодіжний телесеріал про майбутнє, де не лишилося дорослих. Характерним для нього є візуальний стиль використання осучасненого стилю корінного народу Нової Зеландії вбрання маорі, зачісок, макіяжу, тощо. Режисери серіалу: Джон Рейд, Реймонд Томпсон, Гаррі Даффін та Коста Боутс. Прем'єра серіалу відбулася 24 квітня 1999 року в Новій Зеландії. Найбільшу увагу у телесеріалі надається саме костюмам героїв, та їх зовнішньому вигляду, особистим почуттям та стосункам персонажів-підлітків.

## Інформація про серіал
Невідомий вірус несподівано знищує все доросле населення планети. Залишилися в живих тільки діти максимум років до 16-17, які виявилися не схильні до цієї страшної хвороби. Бездоглядні діти, які залишаються одинокими на вулицях міст, без будь-якої опіки і догляду, фактично повертаються до існування в первісно-общинному ладі. Вся кількатисячолітня цивілізація відразу розсипалася на порох, і тепер належить почати все з самого початку. Посеред хаосу і насилля єдиним способом виживання стає об'єднання в племена. Та навіть такий спосіб існування не здатний убезпечити кожного: чимало племен живуть за варварськими звичаями, розуміючи лише право сильного. Крім того, в світі без дорослих не існує ні електрики, ні заводів, ні фабрик, ні систем комунікації і водопостачання. А це означає невпинну боротьбу за вичерпні ресурси.
Hа очах твориться нова історія людства — виникають і рушаться імперії, зароджуються нові релігії… Виявляється, що груба сила не завжди бере верх, часто перевага за тими, хто володіє знаннями, а й найдосконаліші технології іноді нічого не можуть протиставити релігійного фанатизму. Проте ж, коли ви разом, коли поруч надійне плече побратимів по племені, можна впоратися і не з такими труднощами.
Серіал знайомить нас з життям одного з таких племен, які намагаються вижити в цьому сум'ятті і анархії нового світу. Але адже плем'я складається з окремих людей, а правильніше сказати — дітей, у кожного з яких своя історія, своє життя, свої проблеми, свої сподівання і надії. І не можна сказати, що їх почуття і проблеми такі дитячі, немає, пристрасті киплять нітрохи не менше ніж у дорослих, а може навіть і більше, сильніше, відкритіше — ворожнеча, дружба, а в тих хто доросліше і любов. Цим дітям хочеш-не-хочеш доведеться подорослішати, навчитися думати не тільки про себе, а й про тих, хто поряд. А ще над ними грізною тінню стоїть той самий вірус, який нікуди не подівся, і ймовірно всі вони приречені на смерть, коли трохи подорослішають, а можливо і раніше…

## Список акторів
- Калеб Росс — Лекс (260 епізодів, 1999–2003)
- Вікторія Спенс — Селена (252 епізодів, 1999–2003)
- Меріл Кессі — Ебоні (236 епізодів, 1999–2003)
- Антонія Преббл — Труді (226 епізодів, 1999–2003)
- Майкл Уеслі-Сміт — Джек (190 епізодів, 1999–2003)
- Дженіфер Джуелл — Еллі (170 епізодів, 1999–2003)
- Дуейн Камерон — Брей (167 епізодів, 1999–2003)
- Бет Аллен — Ембер (167 епізодів, 1999–2003)
- Джеймі Кайрі-Гатаулу — Хлоя (157 епізодів, 1999–2002)
- Мішель Анг — Тай-Сан (148 епізодів, 1999–2003)
- Арі Бойленд — KC (140 епізодів, 1999–2003)
- Лора Вілсон — Мей (133 епізодів, 2000–2003)
- Райан Рансімен — Райан (131 епізодів, 1999–2003)
- Ashwath Сандерсен — Дал (122 епізодів, 1999–2002)
- Сара Майор — Петсі (122 епізодів, 1999–2002)
- Нік Міллер — Прайд (114 епізодів, 2000–2003)
- Ванесса Стейсі — Аліса (110 епізодів, 1999–2003)
- Том Херн — Рем (104 епізодів, 2002–2003)
- Джеймс Напье Робертсон — Джей (104 епізодів, 2002–2003)
- Меган Алатіні — Джава (94 епізодів, 2002–2003)
- Грузія-Тейлор Вудс — Бреді (93 епізодів, 2000–2003)
- Монік Кессі — Шива (92 епізодів, 2002–2003)
- Лукас Хейворд — Семмі (86 епізодів, 2002–2003)
- Деймон Ендрюс — The Guardian (82 епізодів, 1999–2003)
- Гіацинта Ваватаі — Миша (81 епізодів, 2002–2003)
- Емі Моррісон — Зандра (60 епізодів, 1999–2002)
- Кален Майава-Париж — Мега (60 епізодів, 1999–2003)
- Яків Томурі — Маленький Лукі (59 епізодів, 1999–2002)
- Келлі Стівенсон — Ді (52 епізодів, 2002)
- Елла Вілкс — Данні (52 епізодів, 1999–2000)
- Метт Робінсон — Слейд (52 епізодів, 2003)
- Флер Севілл- Рубі (52 епізодів, 2003)
- Вікі Родеюк — Гель (50 епізодів, 2003)
- Кіріана Чейз — Бреді(50 епізодів, 1999–2000)
- Ден Вікс-Ханна — Вед (49 епізодів, 2002–2003)
- Даніель Джеймс — Зут (48 епізодів, 1999–2003)
- Джозеф Кроуфорд — Дерріл (42 епізодів, 2003)
- Джеймс Ордіш — Енді (38 епізодів, 2000–2002)
- Амелія Рейнольдс — Таллі (37 епізодів, 2000–2002)
- Бевін Лінкхорн — Нед (32 епізодів, 2001)
- Адам Сондей — Беді Брей (30 епізодів, 2003)
- Лі Донохью — Спайк (26 епізодів, 1999–2000)
- Морган Палмер Хаббард — Патч (26 епізодів, 2002–2003)
- Шапочка Палмер — Бреді (25 епізодів, 1999)
- Закарі Гуд — Павло (22 епізоди, 1999–2002)
- Бет Чоут — Лотті — (20 епізодів, 2003)
- Аріель Гірленд — Бреді (19 епізодів, 2000)
- Міріама Сміт — Мос (17 епізодів, 2001)
- Метью Бентлі — Обранець гвардії Ай (16 епізодів, 2000–2001)
- Хісторі Роуз — Бреді (14 епізодів, 1999–2000)
- Чарлі Мерфі Самау — Чарлі (13 епізодів, 2002)
- Сем Келлі — Хавк (13 епізодів, 2000–2003)
- Девід Тейлор — Саша (13 епізодів, 1999)
- Гарет Ховеллс — Ексл (12 епізодів, 2000)